# Kangkung, Lampung
Kangkung är en administrativ by i Indonesien.   Den ligger i provinsen Lampung, i den västra delen av landet, 190 km väster om huvudstaden Jakarta.